# 15 април
15 април е 105-ият ден в годината според григорианския календар (106-и през високосна). Остават 260 дни до края на годината.

## Събития
- 1715 г. – В Южна Каролина индианците убиват 90 английски заселници, което става повод за започване на войната между англичаните и индианците.
- 1795 г. – Литва е присъединена към Русия.
- 1841 г. – Карл Маркс получава докторска степен по философия.
- 1865 г. – Умира президентът на САЩ Ейбрахъм Линкълн (прострелян предната вечер) и начело на държавата застава вицепрезидентът Андрю Джонсън.
- 1872 г. – Антим I получава своя екзархийски берат на официално организирана във Високата порта церемония.
- 1874 г. – Под името Анонимно дружество на художници живописци, скулптури, графици и др. се провежда първата изложба на импресионистите.
- 1912 г. – При първото си пътуване луксозният пасажерски кораб Титаник потъва, два часа и четиридесет минути след сблъсък с айсберг, при което загиват около 1500 души.
- 1914 г. – Учредена е Българска фондова борса - София; правилникът ѝ влиза в сила от 1 юни 1915.
- 1919 г. – С декрет на съветската власт са създадени трудово-възпитателните лагери, наречени ГУЛАГ (Главно Управление на Лагерите).
- 1923 г. – Инсулинът става общодостъпен за всички болни от диабет.
- 1923 г. – В „Риалто тиътър“ в Ню Йорк се провежда първата в света комерсиална прожекция на озвучен филм.
- 1938 г. – Частите на генерал Франциско Франко превземат Винарос по време на Испанската гражданска война.
- 1943 г. – Втората световна война: Самолети на Антихитлеристката коалиция извършват масирана бомбардировка на бившия автомобилен завод Минерва (тогава използван за ремонт на германски военни самолети) и град Мортсел (край Антверпен, Белгия), загиват 936 цивилни граждани, в т.ч. 209 деца.
- 1943 г. – България във Втората световна война: Емил Попов е арестуван в квартирата си на ул. „Цар Самуил“ №25 в София, по време на нелегална радиовръзка с разузнавателния център в СССР.
- 1947 г. – В София е създадена Българска народна филхармония, преименувана през 1949 г. на Софийска държавна филхармония.
- 1948 г. – VI велико народно събрание на България приема Закон за отчуждаване на едрата градска покрита недвижима собственост.
- 1949 г. – Основан е състезателният отбор Скуадра Карло Абарт.
- 1951 г. – В Лондон се провежда първият конкурс „Мис Свят“.

- 1955 г. – Първият ресторант от веригата McDonald's отваря врати в Илиноис.
- 1957 г. – В София е открит Централният универсален магазин (ЦУМ).
- 1969 г. – Северна Корея сваля самолет на ВМС на САЩ над Японско море, умират всички 31 души на борда.
- 1983 г. – Открит е Дисниленд в Токио.
- 1986 г. – Американски самолети извършват наказателни полети срещу Либия в отговор на нападението, извършено от либийски катери срещу кораби на Шести американски флот в Средиземно море.
- 1989 г. – Трагедията Хилзбъро: При неконтролируемо нахлуване на запалянковци на стадион Хилзбъро, Англия, загиват 96 души.
- 1989 г. – Започват студентски протести на площад Тянанмън в Пекин.
- 1992 г. – Виетнамският парламент приема нова конституция.
- 1993 г. – Туркменистан официално преминава от кирилица на латиница.
- 1994 г. – Подписано е общото споразумение за митата и търговията ГАТТ.
- 1997 г. – При пожар по време на ислямското пилигримство Хадж в Саудитска Арабия загиват 343 богомолци.
- 2002 г. – Самолетът при полет 129 на „Чайна Еър“ се разбива в хълм по време на силен дъжд и мъгла близо до Пусан, Южна Корея, умират 129 души.
- 2013 г. – Бомбени атентати в Бостън, Масачузетс, САЩ
- 2019 г. – Пожар гори в катедралата Нотр Дам в Париж. Рухва кулата-стрела.

## Родени
- 1452 г. – Леонардо да Винчи, италиански инженер, архитект, скулптор и художник († 1519 г.)
- 1469 г. – Нанак, основател на монотеистичната религия сикхизъм († ?)
- 1489 г. – Синан, османски архитект († 1588 г.)
- 1588 г. – Клавдий Салмазий, френски лингвист и учен († 1653 г.)
- 1642 г. – Сюлейман II, султан на Османската империя († 1691 г.)
- 1646 г. – Кристиан V, крал на Дания († 1699 г.)
- 1684 г. – Екатерина I, императрица на Русия († 1727 г.)
- 1707 г. – Леонард Ойлер, швейцарски математик и физик († 1783 г.)
- 1710 г. – Уилям Кулен, шотландски физик († 1790 г.)
- 1777 г. – Хайнрих Маркс, пруски адвокат, баща на Карл Маркс († 1838 г.)
- 1800 г. – Джеймс Кларк Рос, британски полярен изследовател († 1862 г.)
- 1832 г. – Вилхелм Буш, германски поет († 1908 г.)
- 1843 г. – Хенри Джеймс, американски писател († 1916 г.)
- 1854 г. – Антон Безеншек, словенски езиковед († 1915 г.)
- 1858 г. – Емил Дюркем, френски социолог († 1917 г.)
- 1860 г. – Еню Димитров, български офицер и революционер († ? г.)
- 1860 г. – Иван Фичев, български военен деец († 1931 г.)
- 1862 г. – Хаджи Филиз Нурулла, световен шампион по свободна борба († 1919 г.)
- 1864 г. – Георги Райков, български революционер († неизв.)
- 1865 г. – Янаки Паскалев, български революционер († 1933 г.)
- 1874 г. – Гоно Янев, български революционер († 1904 г.)
- 1874 г. – Даме Попов, български революционер († 1948 г.)
- 1874 г. – Йоханес Щарк, немски физик, Нобелов лауреат († 1957 г.)
- 1875 г. – Вера Игнатиева, българска артистка († 1972 г.)
- 1875 г. – Георги Евстатиев, български художник († 1923 г.)
- 1875 г. – Димитър Ботков, български революционер († 1943 г.)
- 1875 г. – Тома Иванов, български революционер († ? г.)
- 1877 г. – Георги Бояджиев (революционер), български революционер († ? г.)
- 1879 г. – Петър Чолаков, български революционер († 1935 г.)
- 1880 г. – Макс Вертхаймер, немски психолог († 1943 г.)
- 1885 г. – Франц Бьоме, немски офицер († 1947 г.)
- 1886 г. – Николай Гумильов, руски поет († 1921 г.)
- 1895 г. – Корадо Алваро, италиански писател († 1956 г.)
- 1896 г. – Николай Семьонов, руски физик и химик, Нобелов лауреат през 1956 г. († 1986 г.)
- 1901 г. – Джо Дейвис, английски играч на билярд и снукър († 1978 г.)
- 1903 г. – Г. М. Димитров, български политик († 1972 г.)
- 1903 г. – Ерих Аренд, немски поет и преводач († 1984 г.)
- 1904 г. – Аршил Горки, американски художник с арменски произход († 1948 г.)
- 1905 г. – Славчо Давидов, български учен и стоматолог († 1981 г.)
- 1907 г. – Николас Тинберген, холандски орнитолог, Нобелов лауреат през 1973 г. († 1988 г.)
- 1910 г. – Мигел Найдорф, полски и аржентински шахматист († 1997 г.)
- 1912 г. – Ким Ир Сен, президент на Северна Корея († 1994 г.)
- 1920 г. – Магда Пушкарова, българска народна певица († 2006 г.)
- 1920 г. – Рихард фон Вайцзекер, 6-и Бундеспрезидент на Германия († 2015 г.)
- 1920 г. – Томас Сас, унгарски психиатър и академик († 2012 г.)
- 1922 г. – Лиляна Барева, българска оперна певица († 2007 г.)
- 1922 г. – Стенли Шахтер, американски психолог († 1997 г.)
- 1924 г. – Невил Маринър, британски диригент († 2016 г.)
- 1927 г. – Тодор Бечиров, български футболист и съдия († 2010 г.)
- 1928 г. – Емил Камиларов, български цигулар († 2007 г.)
- 1930 г. – Вигдис Финпогадоухтир, четвъртият президент на Исландия
- 1933 г. – Борис Стругацки, руски писател († 2012 г.)
- 1935 г. – Велик Капсъзов, български гимнастик († 2017 г.)
- 1938 г. – Борис Парашкевов, български учен и преводач († 2021 г.)
- 1938 г. – Клаудия Кардинале, италианска актриса
- 1949 г. – Алла Пугачова, руска поп-певица
- 1949 г. – Кадир Инанър, турски киноартист
- 1951 г. – Павел Васев, български актьор и режисьор († 2019 г.)
- 1953 г. – Ирина Войнова, българска поетеса
- 1953 г. – Румен Бояджиев, българска музикант
- 1953 г. – Пламен Ставрев, български музикант и продуцент († 2011 г.)
- 1954 г. – Гинка Гюрова, българска гребкиня
- 1955 г. – Доди ал Файед, египетски бизнесмен († 1997 г.)
- 1957 г. – Хуанг Гьо-ан, южнокорейски адвокат и политик
- 1959 г. – Ема Томпсън, британска актриса
- 1959 г. – Роберто Фиоре, италиански неофашист
- 1960 г. – Тони Джоунс, английски играч на снукър
- 1966 г. – Саманта Фокс, британска поп-певица
- 1968 г. – Ед О'Брайън, британски китарист
- 1971 г. – Камен Донев, български артист
- 1972 г. – Алексей Макаров, руски кино и театрален актьор
- 1973 г. – Дамян Савов, български артист и шоумен
- 1975 г. – Пол Дана, американски автомобилен състезател († 2006 г.)
- 1979 г. – Люк Евънс, уелски актьор
- 1981 г. – Иво Максимов, български футболист
- 1982 г. – Алберт Риера, испански футболист
- 1983 г. – Стоян Самунев, български волейболист
- 1988 г. – Галин Иванов, български футболист
- 1990 г. – Ема Уотсън, английска актриса

## Починали
- 1446 г. – Филипо Брунелески, италиански архитект (* 1377 г.)
- 1641 г. – Доменикино, италиански художник (* 1581 г.)
- 1659 г. – Зимон Дах, немски поет (* 1605 г.)
- 1754 г. – Якопо Рикати, италиански математик (* 1676 г.)
- 1764 г. – Мадам дьо Помпадур, любовница на Луи XV (* 1721 г.)
- 1765 г. – Михаил Ломоносов, руски учен (* 1711 г.)
- 1788 г. – Джузепе Боно, австрийски композитор (* 1711 г.)
- 1865 г. – Ейбрахам Линкълн, 16-и президент на САЩ (* 1809 г.)
- 1888 г. – Матю Арнолд, британски поет (* 1822 г.)
- 1896 г. – Август Александър Ярнефелт, руски офицер (* 1833 г.)
- 1899 г. – Карл Калбаум, немски психиатър (* 1828 г.)
- 1906 г. – Анастас Янков, български революционер (* 1857 г.)
- 1912 г. – Едуард Джон Смит, английски капитан (Титаник) (* 1850 г.)
- 1912 г. – Томас Андрюс, североирландски бизнесмен (* 1873 г.)
- 1919 г. – Кръстьо Кръстев, български писател (* 1866 г.)
- 1922 г. – Иван Николов, български революционер (* 1852 г.)
- 1925 г. – Август Ендел, немски архитект (* 1871 г.)
- 1927 г. – Гастон Льору, френски журналист (* 1868 г.)
- 1931 г. – Дончо Щипянчето, български революционер (* 1867 г.)
- 1938 г. – Сесар Вайехо, перуански поет (* 1892 г.)
- 1942 г. – Роберт Музил, австрийски писател (* 1880 г.)
- 1957 г. – Надежда Станчова, български дипломат (* 1894 г.)
- 1967 г. – Тото, италиански комик (* 1898 г.)
- 1977 г. – Георги Герасимов, български художник (* 1905 г.)
- 1980 г. – Жан-Пол Сартър, френски философ, отказва Нобеловата награда за литература през 1964 г. (* 1905 г.)
- 1982 г. – Артър Лав, британски актьор (* 1915 г.)
- 1986 г. – Жан Жене, френски писател (* 1910 г.)
- 1987 г. – Масатоши Накаяма, японски каратист (* 1913 г.)
- 1989 г. – Ху Яобан, партиен лидер на Китай (* 1915 г.)
- 1990 г. – Грета Гарбо, шведска киноактриса (* 1905 г.)
- 1992 г. – Александър Матковски, историк от Република Македония (* 1922 г.)
- 1996 г. – Александър Танев, български композитор (* 1928 г.)
- 1998 г. – Пол Пот, камбоджански диктатор (* 1925 г.)
- 1999 г. – Харви Постълуайт, британски инженер (* 1944 г.)
- 2002 г. – Деймън Найт, американски писател (* 1922 г.)
- 2002 г. – Богомил Нонев, български писател (* 1920 г.)
- 2005 г. – Йоаким Хербут, скопски католически епископ (* 1928 г.)
- 2006 г. – Иван Митев, български лекар (* 1924 г.)

## Празници
- Босна и Херцеговина – Ден на армията
- Грузия – Ден на любовта
- САЩ – Ден на данъците
- Северна Корея – Фестивал Ариранг или Празник на слънцето (годишнина от рождението на Ким Ир Сен)
- Украйна – Ден на работещите в наказателно разследване